# Sverige i olympiska sommarspelen 1920
Sverige deltog vid de olympiska sommarspelen 1920 i Antwerpen i Belgien med en trupp på 260 idrottare, varav 247 herrar och 13 damer. Sverige tog 19 guld, 20 silver samt 25 brons och slutade på andra plats i medaljtabellen bakom USA.

## Svenska medaljörer

### Brottning
Svenska medaljörer i brottning.

#### Grekisk romersk stil
Inom grekisk-romersk stil:
- Fjädervikt
  - Frithjof Svensson, brons

- Mellanvikt 
  - Calle Westergren, guld

- Lätt tungvikt
  - Claes Johansson, guld

#### Fristil
Inom fristil:
- Lättvikt
  - Gottfrid Svensson, silver

- Lätt tungvikt
  - Anders Larsson, guld

- Tungvikt
  - Ernst Nilsson, brons

### Cykel
- Landsvägslopp 175 km
  - Harry Stenqvist, guld

- Landsvägslopp 175 km lag
  - Harry Stenqvist, Ragnar Malm, Axel Wilhelm Persson & Sigfrid Lundberg, silver

### Friidrott
- 400 meter
  - Nils Engdahl, brons

- 5 000 meter
  - Eric Backman, brons

- 4x100 meter
  - Agne Holmström, William Peterson (Björneman), Sven Malm & Nils Sandström, brons

- Höjdhopp
  - Bo Ekelund, brons

- Längdhopp
  - William Peterson  (Björneman), guld
  - Erik Abrahamsson, brons

- Trestegshopp
  - Folke Jansson, silver
  - Erik Almlöf, brons

- Släggkastning
  - Carl Johan "Massa" Lind, silver

- Viktkastning (25,4 kg)
  - Carl Johan "Massa" Lind, brons

- Tiokamp
  - Bertil Ohlson, brons

- Terränglöpning 3000 meter lag
  - Eric Backman, Sven Lundgren & Edvin Wide, brons

- Terränglöpning 8000 meter
  - Eric Backman, silver

- Terränglöpning 8000 meter lag
  - Eric Backman, Gustaf Mattsson & Hilding Ekman, brons

### Gymnastik
- Trupptävling, svenskt system
  - Bertil Uggla (ledare), Fausto Acke, Albert Andersson, Arvid Andersson, Folke Bengtsson, Fabian Biörck, Helge Bäckander, Erik Charpentier, Sture Ericsson, Konrad Granström, Helge Gustafsson, Ture Hedman, Åke Häger, Sven Johnson, Sven-Olof Jonsson, Karl Lindahl, Edmund Lindmark, Bengt Mohrberg, Frans Persson, Curt Sjöberg, Alf Svensén, Klas Särner, Gunnar Söderlindh, John Sörensson, Gösta Törner, guld

### Konståkning
- Herrar
  - Gillis Grafström, guld

- Damer 
  - Magda Julin, guld
  - Svea Norén, silver

### Modern femkamp
- - Gustaf Dyrssen, guld
  - Erik de Laval, silver
  - Gösta Runö, brons

### Ridsport
- Dressyr individuellt
  - Janne Lundblad - Uno, guld
  - Bertil Sandström - Sabel, silver
  - Hans von Rosen - Running Sister, brons

- Fälttävlan individuellt
  - Helmer Mörner - Germania, guld
  - Åge Lundström - Yrsa, silver

- Fälttävlan lag
  - Helmer Mörner -Germania, Åge Lundström - Yrsa & Georg von Braun - Diana, guld

- Banhoppning individuellt
  - Carl Gustaf Lewenhaupt - Mon Coeur, brons

- Banhoppning lag
  - Claës König - Tresor, Hans von Rosen - Poor Boy & Daniel Norling - Eros II, guld

- Voltige lag
  - Carl Green, Anders Mårtensson & Oskar Nilsson, brons

### Segling
- 40 m²
  - Sif - Tore Holm, Georg Tengwall, Yngve Holm & Axel Rydin, guld
  - Elsie - Gustaf Svensson, Ragnar Svensson, Percy Almstedt & Erik Mellbin, silver

- 30 m²
  - Kullan - Gösta Lundquist, Rolf Steffenburg & Gösta Bengtsson, guld

### Simhopp

#### Herrar
- Varierade hopp
  - Erik "Loppan" Adlerz, silver

- Höga hopp
  - Arvid Wallman, guld
  - Nils Skoglund, silver
  - John Jansson, brons

#### Damer
- Höga hopp
  - Eva Ollivier, brons

### Simning

#### Herrar
- 200 meter bröstsim
  - Håkan Malmrot, guld
  - Thor Henning, silver

- 400 meter bröstsim
  - Håkan Malmrot, guld
  - Thor Henning, silver

#### Damer
- 4x100 meter frisim
  - Aina Berg, Emy Machnow, Carin Nilsson & Jane Gylling, brons

### Skytte
- Armégevär 300 meter stående lag
  - Olle Ericsson, Walfrid Hellman, Mauritz Eriksson, Hugo Johansson & Leonard Lagerlöf, brons

- Armégevär 600 meter liggande
  - Hugo Johansson, guld
  - Mauritz Eriksson, silver

- Armégevär 600 meter liggande lag
  - Hugo Johansson, Mauritz Eriksson, Erik Blomqvist, Erik Ohlsson & Gustav Adolf Jonsson, brons

- Miniatyrgevär 50 meter lag
  - Sigge Hultkrantz, Erik Ohlsson, Leonard Lagerlöf, Ragnar Stare & Olle Ericsson, silver

- Fripistol 50 meter lag
  - Anders Anderson, Casimir Reuterskiöld, Gunnar Gabrielsson, Sigge Hultkrantz & Anders Johnsson, silver

- Löpande hjort enkelskott
  - Alfred Swahn, silver

- Löpande hjort dubbelskott
  - Per Fredric Landelius, silver

- Löpande hjort dubbelskott lag
  - Per Fredric Landelius, Alfred Swahn, Oscar Swahn, Bengt Lagercrantz & Edward Benedicks, silver

- Lerduva lag
  - Erik Lundqvist, Per Kinde, Per Fredric Landelius, Alfred Swahn, Karl Richter & Erik Sökjer-Petersén, brons

### Tyngdlyftning
- Mellanvikt
  - Albert Pettersson, brons

- Lätt tungvikt
  - Erik Pettersson, brons

### Vattenpolo
- Theodor Nauman, Pontus Hansson, Max Gumpel, Vilhelm Anderson, Nils Backlund, Robert Andersson, Erik Andersson, Erik Bergqvist & Harald Julin, brons